# Lidmyrtjärnen, Västerbotten
Lidmyrtjärnen är en sjö i Norsjö kommun i Västerbotten och ingår i Skellefteälvens huvudavrinningsområde.